# Tekomarija
Tekomarija (lat. Tecomaria), biljni rod iz tropske i južne Afrike iz porodice katalpovki Sastoji se od dvije vrste grmova i drveća.. Tipična vrsta je T. capensis, do 2,5 m visok zimzeleni grm s poluuspravnim habitusom.

## Opis
Grmlje, ponekad s oštrim granama, ili malo drveće. Listovi nasuprotni, neparnoperasti. Cvat je terminalni grozd ili grozdolika metlica. Čaška zvonasta, 5-zubasta. Vjenčić narančast do grimizan; cijev usko lijevkasta, ± valjkasta, svinuta; obrub 2-usni. Prašnici ispruženi. Jajnik 2-lokularan; ovule brojne. Kapsula spljoštena. Sjemenke krilate.

## Vrste
1. Tecomaria capensis (Thunb.) Spach, tipična vrsta
2. Tecomaria nyassae (Oliv.) Baill.